# Eyton (Herefordshire)
Pour les articles homonymes, voir Eyton.
Eyton est une paroisse civile et un village du Herefordshire, en Angleterre.